# Hălăucești
Hălăucești – wieś w Rumunii, w okręgu Jassy, w gminie Hălăucești. W 2011 roku liczyła 4661 mieszkańców.